# شهرستان سالین (نبراسکا)
شهرستان سیلین، نبراسکا (به انگلیسی: Saline County, Nebraska) یک سکونتگاه مسکونی در ایالات متحده آمریکا است که در نبراسکا واقع شده‌است.

## خصوصیات
شهرستان سیلین ۱٬۴۹۱٫۸۴ کیلومترمربع مساحت دارد.